# Segunda guerra judaico-romana
A segunda guerra judaico-romana, também chamada Guerra de Kitos (em hebraico: מרד הגלויות, romaniz.: mered ha'galoyot, lit. "Rebelião do Exílio"), foi uma revolta de judeus contra o Império Romano, ocorrida entre os anos de 115 e 117, durante o governo do imperador Trajano, envolvendo comunidades judaicas da Diáspora (judeus que viviam fora da Judeia). O termo “Kitos” é uma corruptela do nome do general romano Lúsio Quieto.

## Antecedentes
Após o fracasso da grande revolta da Judeia (primeira guerra judaico-romana), que resultara na destruição do Templo de Jerusalém (Beit HaMikdash), o governo romano transformou a contribuição anual que os judeus da Diáspora enviavam para a manutenção de seu Templo, em um imposto (Fiscus Judaicus) destinado ao Templo de Júpiter Capitolino, no monte Capitolino, na capital do império.
Apesar da contribuição ser insignificante, muitos judeus recusaram-se a pagar o imposto e um clima de revolta espalhou-se pelas comunidades judaicas de várias cidades do mundo helênico.
Um ano após o fim da revolta na Judeia, houve uma tentativa de rebelião em Alexandria, rapidamente sufocada pelos romanos. Receoso que o templo judeu de Leontópolis (no extremo sul do Delta do Nilo) se convertesse - a exemplo do de Jerusalém - em ponto de convergência de conspiradores, o imperador Vespasiano ordenou seu fechamento.
Pouco tempo depois, na província romana da Cirenaica, um tecelão judeu, Jônatas, declarando-se possuidor de autoridade messiânica, conduziu seus seguidores ao deserto para esperar prodígios que anunciariam o advento do "reino de Deus". Embora estivessem desarmados, eles foram atacados e abatidos por  uma força romana, enviada pelo governador, Catulo. Os poucos sobreviventes acabaram executados. Submetido à tortura, Catulo fez revelações que deixaram o governador convencido de que, por trás do simplório tecelão, havia uma considerável massa de judeus ricos, sobretudo em Roma e Alexandria, urdindo uma vasta rebelião judaica no interior do Império Romano. Até o nome de Flávio Josefo apareceu em uma lista de supostos envolvidos na conspiração.
O cenário manteve-se aparentemente calmo até 115, quando grande parte das tropas romanas baseadas na África foi retirada para participar de uma campanha do imperador Trajano, contra os partas, na Mesopotâmia. Mal elas se retiraram, revoltas judaicas estouraram, quase simultaneamente, em diferentes pontos do império. na Cirenaica, no Egito e em Chipre.

## Revolta

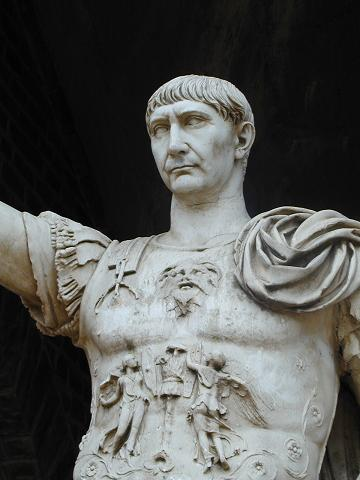
Escultura de trajano

Trajano avançou, rapidamente, pela Mesopotâmia, devastando a região ao lado do Eufrates, densamente povoada por judeus, e conquistou o reino de Adiabene, situado no território que, no passado, fora a Assíria, e cuja família real se tornara judaica duas gerações antes. Continuou indo em direção ao Leste, mas teve que retroceder, pois nos territórios que acabara de conquistar, rebeldes judeus investiram contra as guarnições romanas deixadas pelo imperador.
A insurreição rapidamente se espalhou para Cirenaica, Egito e Chipre,não tardando a evoluir para uma guerra, com a população judaica dessas três províncias organizando exércitos regulares, atacando os  soldados romanos e chacinando os habitantes greco-romanos. Cidades com importantes populações judaicas - como Nísibis (atual Nusaybin), Edessa (atual Şanlıurfa), Selêucia e Arbela - também aderiram à rebelião.
Na Cirenaica, os rebeldes foram liderados por Lucuas (ou André), que se auto-proclamou "rei" (segundo Eusébio de Cesareia). Seu grupo destruiu muitos templos, inclusive os de Hécate, Júpiter, Apolo, Ártemis, e Ísis, bem como as estruturas civis que eram símbolos de Roma, como o Cesareu, a Basílica, e as Termas. A população greco-romana sofreu horríveis massacres. A violência dos judeus foi tão selvagem que, anos depois, o imperador Adriano precisou deslocar colonos de outras partes do império, para repovoar a província.
O bispo Sinésio, nativo da Cirenaica, menciona as "devastações provocadas pelos judeus", enquanto Dião Cássio fornece detalhes, possivelmente exagerados:
"Os judeus cozinhavam a carne de suas vítimas, usavam suas entranhas como cintos, ungiam-se com seu sangue e faziam de suas peles vestuário. Muitos tiveram seus corpos serrados, da cabeça aos pés, e outros jogados como alimento para feras".
Ao todo, mais de 200 mil gregos e romanos teriam sido assassinados pelos judeus.
De Cirene (capital da Cirenaica), Lucuas se dirigiu a Alexandria, onde parte da grande comunidade judaica local aderiu à rebelião. Bairros gregos foram incendiados e templos foram destruídos, além da tumba de Pompeu. Milhares de gregos foram assassinados, sem distinção de sexo ou idade.  Também houve distúrbios em Hermópolis e Mênfis. Para enfrentar os judeus amotinados, Trajano enviou tropas sob o comando do prefeito do pretório, Quinto Marcio Turbo. A luta se prolongou até o outono de 117, quando os últimos redutos rebeldes foram exterminados. Bens e propriedades judaicas foram expropriadas para reparar os danos causados pela rebelião. Lucuas conseguiu fugir, presumivelmente para a Judeia.
Em Chipre, os rebeldes judeus, liderados por Artêmio, assumiram o controle da ilha, incendiaram a cidade de Salamis e massacraram a população grega. Os próprios amotinados alegaram ter matado 240 mil "pagãos". Trajano enviou contra eles a VII Legião Cláudia, que reconquistou a ilha e exterminou todos os revoltosos. Tal foi o ódio suscitado pelos judeus entre os insulares que, desde então, nenhum judeu podia por os pés em Chipre, sob pena de morte. Até mesmo náufragos que fossem encontrados nas praias da ilha, seriam mortos imediatamente.
Para debelar a revolta judaica na Mesopotâmia, Trajano designou o general Lúsio Quieto, que tratou os judeus com extrema crueldade, massacrando comunidades inteiras, sem distinção entre inocentes e envolvidos na rebelião. Mandado, em seguida, para a Judeia, onde também já se apresentavam sinais de revolta, Lúsio sitiou a cidade de Lida (reduto dos rebeldes), tomando-a após um terrível cerco.  A mortandade praticada pelos romanos foi tanta, que os "mortos de Lida" são freqüentemente mencionados no Talmud.
Trajano morreu durante a campanha contra o partas, sendo sucedido por Adriano, em cujo governo a Judeia voltaria a ser palco de uma grande insurreição: a revolta de Bar-Kochba.